# 日刊スポーツ新聞北海道本社
株式会社日刊スポーツ新聞北海道本社（にっかんスポーツしんぶんほっかいどうほんしゃ、英語：The Hokkaido Nikkan Sports News）は、スポーツ新聞『日刊スポーツ』を発行する日本の新聞社である。東京都に本社を置く日刊スポーツホールディングスの子会社であり、北海道を管轄する。

## 概要
1962年（昭和37年）5月1日に日刊スポーツ新聞社（東京）が北海タイムス（1997年に自己破産）との業務提携により会社設立・発刊。東京で製作された紙面をファクシミリで送信して北海道で現地印刷する方式は、スポーツ新聞業界で初の試みであった。そのため、北海道に於いてのスポーツ新聞の中では最も古い歴史を持つ。
北海道日本ハムファイターズや北海道コンサドーレ札幌など北海道に本拠を置くチームの報道や、高校野球、北海道で盛んに行われるウィンタースポーツ関連報道に力を入れており、1面および最終面、中面のいずれかにラ・テ面以外に自社制作面（ローカル面）を1から2ページ設置している。
北海道本社において1面がカラー化してから1990年代後半までは、右上の「ニッカン」のロゴが東京本社管内が青色（シアン）に対して、赤色（マゼンダ）に差し替えられていた。なお、2022年8月現在もラ・テ面はカラーの印刷能力に関わらずモノクロ印刷である。
関連会社として日刊スポーツプロモーション（旧「日刊サッポロ株式会社」、『日刊ゲンダイ』北海道版の発行および本紙や同紙などの広告、販売事業を行う）がある。
2025年4月1日、日刊スポーツ新聞北海道本社に社名変更。

## 事業所
- 本社︰北海道札幌市中央区北3条東3丁目1-30

KNビル

## 管轄
- 北海道

## 印刷工場
- 北海道北広島市大曲工業団地8丁目（朝日新聞北海道支社と共同、北海道日刊スポーツ印刷社）

1996年に自社系列の印刷工場を持つまでは、日刊サッポロとともに北海タイムスで印刷を行っていた。全国の大部分の地域と同じく両面カラー16か面の印刷能力をもつ。

## 番組表
- フルサイズ：HBC、NHK Eテレ、NHK（総合）、STV、HTB、TVh、UHB
- クォーターサイズ（BS）：NHK BS、NHK BSP4K、BS日テレ、BS朝日、BS-TBS、BSテレ東、BSフジ、WOWOWプライム、同ライブ、同シネマ
- クォーターサイズ（ラジオ）：NHK-FM、NORTH WAVE、AIR-G′、NHK①、NHK②、STV、HBC